# Henry Chadwick
Henry Chadwick (Bromley, Kent, 23 juni 1920 -  Oxford, 17 juni 2008) was een Brits geleerde, theoloog en historicus.
Henry Chadwick verwierf een internationale reputatie met zijn studie naar het vroege christendom. Behalve geleerde was hij ook schrijver, vertaler en uitgever. 

## Jeugd (1920-1945)
Henry Chadwick werd geboren in 1920. Hij studeerde in Eton, toonde als kind al een bijzonder talent voor muziek en won een beurs om te studeren aan het Magdalene College in Cambridge. Tijdens zijn studie maakte hij kennis met de evangelische gemeenten van de Anglicaanse Kerk en hij besloot te kiezen voor een geestelijk leven. Nadat Chadwick in 1941 was afgestudeerd begon hij in 1942 theologie te studeren aan het Ridley Hall College in Cambridge. In 1943 werd hij door de aartsbisschop van Canterbury benoemd tot deken van de Kathedraal van Canterbury en in 1944 tot priester door de bisschop van Dover. Vervolgens verhuisde hij naar een kleine parochie, die van de Emmanuel Church in South Croydon. 
In 1945 trouwde hij met Margaret (Peggy) Brownrigg, met wie hij drie kinderen zou krijgen.

## Professor in Cambridge en Oxford (1920-1945)
In 1946 werd hij genoemd tot fellow en kapelaan aan Queens’ College in Cambridge. In 1953 publiceerde hij zijn vertaling van de Contra Celsum van Origenes, een werk over de verhouding tussen de christelijk apologieën en de Griekse filosofie.
In 1959 verhuisde hij naar Oxford waar hij professor werd aan de universiteit. In de zestiger jaren was hij een van de figuren die Oxford tot een centrum van studie van de late oudheid maakten. In 1968 werd hij vicepresident van de British Academy. In 1969 werd hij benoemd tot deken van Christ Church in Oxford waarbij hij de verantwoordelijkheid kreeg over de administratie van zowel de kathedraal als de universiteit. In de zeventiger jaren werkte hij aan twee belangrijke werken: Priscillian of Avila: the occult and the charismatic in the early Church (1976), en  Boethius: the consolations of music, logic, theology and philosophy (1981).
In 1979 nam hij ontslag als decaan in Oxford en verhuisde hij terug naar Cambridge, waar hij kanunnik werd van Ely Cathedral en hij als professor lezingen gaf aan de universiteit. Ook in Oxford bleef Chadwick werken en in 1982 en 1983 gaf hij daar de Sarum Lectures met als onderwerp Augustinus van Hippo. Deze lezingen vormden de basis voor een boek getiteld Augustinus dat in 1986 uitkwam. In 1983 ging hij met pensioen en vestigde zich opnieuw in Oxford. 

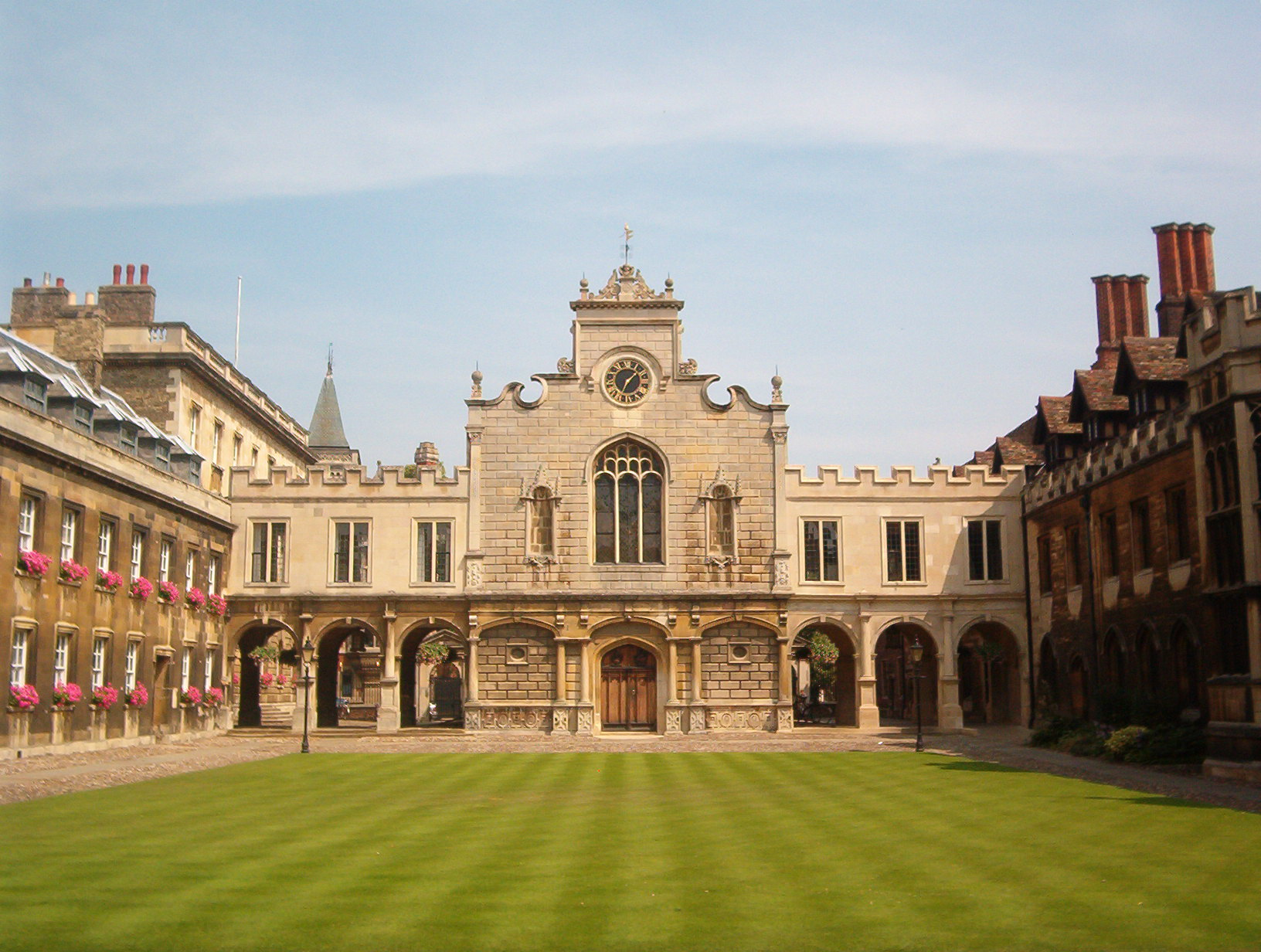
het Peterhouse College in Cambridge

## Vanaf 1987
In 1987 werd hij gevraagd om hoofd te worden van Peterhouse College. Hij nam de uitnodiging aan en vervulde de functie tot 1993, het jaar waarin hij opnieuw met pensioen ging. 
In de negentiger jaren werkte Henry Chadwick samen met zijn broer Owen Chadwick aan The Oxford History of the Christian Church. Hij schreef een deel genaamd The Church in Ancient Society: from Galilee to Gregory the Great (2001) over het vroege Christendom.  
Chadwick kreeg eredoctoraten uitgereikt door de universiteiten van Glasgow, Uppsala, Yale, Leeds, Manchester, Surrey, Chicago, Harvard, Jena en in Vaticaanstad.

## Publicaties
Henry Chadwick schreef meer dan 125 werken. Enkele belangrijke zijn:
- Origen: Contra Celsum (1953)
- Early Christian Thought and The Classical Tradition: Studies in Justin, Clement, and Origen (Oxford, 1966)
- Priscillian of Avila: The Occult and the Charismatic in the Early Church (1976)
- Augustine (Past Masters, Oxford, 1986)
- Saint Augustine: Confessions (vertaling, inleiding, annotatie; Oxford, 1991)
- The Early Church (The Penguin History of the Church, 1967 revised 1993)
- The Church in Ancient Society: From Galilee to Gregory the Great (Oxford History of the Christian Church, 2001)
- East and West: the making of a rift in the Church (History of the Christian Church, 2003)

- Bibsys: 90095980
- Biblioteca Nacional de España: XX1123099
- Bibliothèque nationale de France: cb12028889k (data)
- Catàleg d'autoritats de noms i títols de Catalunya: 981058512311006706
- CiNii: DA0045976X
- Gemeinsame Normdatei: 118870866
- International Standard Name Identifier: 0000 0000 8346 3641
- Library of Congress Control Number: n50036112
- Nationale Bibliotheek van Letland: 000171437
- Bibliotheek van het Japanse parlement: 00435621
- Nationale Bibliotheek van Tsjechië: jn20020603005
- Nationale Bibliotheek van Israël: 987007312168205171
- Nationale Bibliotheek van Polen: a0000001193052
- Nederlandse Thesaurus van Auteursnamen: 069274002
- Istituto Centrale per il Catalogo Unico: CFIV008425
- LIBRIS: 181314
- Système universitaire de documentation: 028457161
- Trove: 800540
- Virtual International Authority File: 108301339
- WorldCat: E39PBJyCHKXwHmqG6M9fy9J7HC